# Família Leiningen

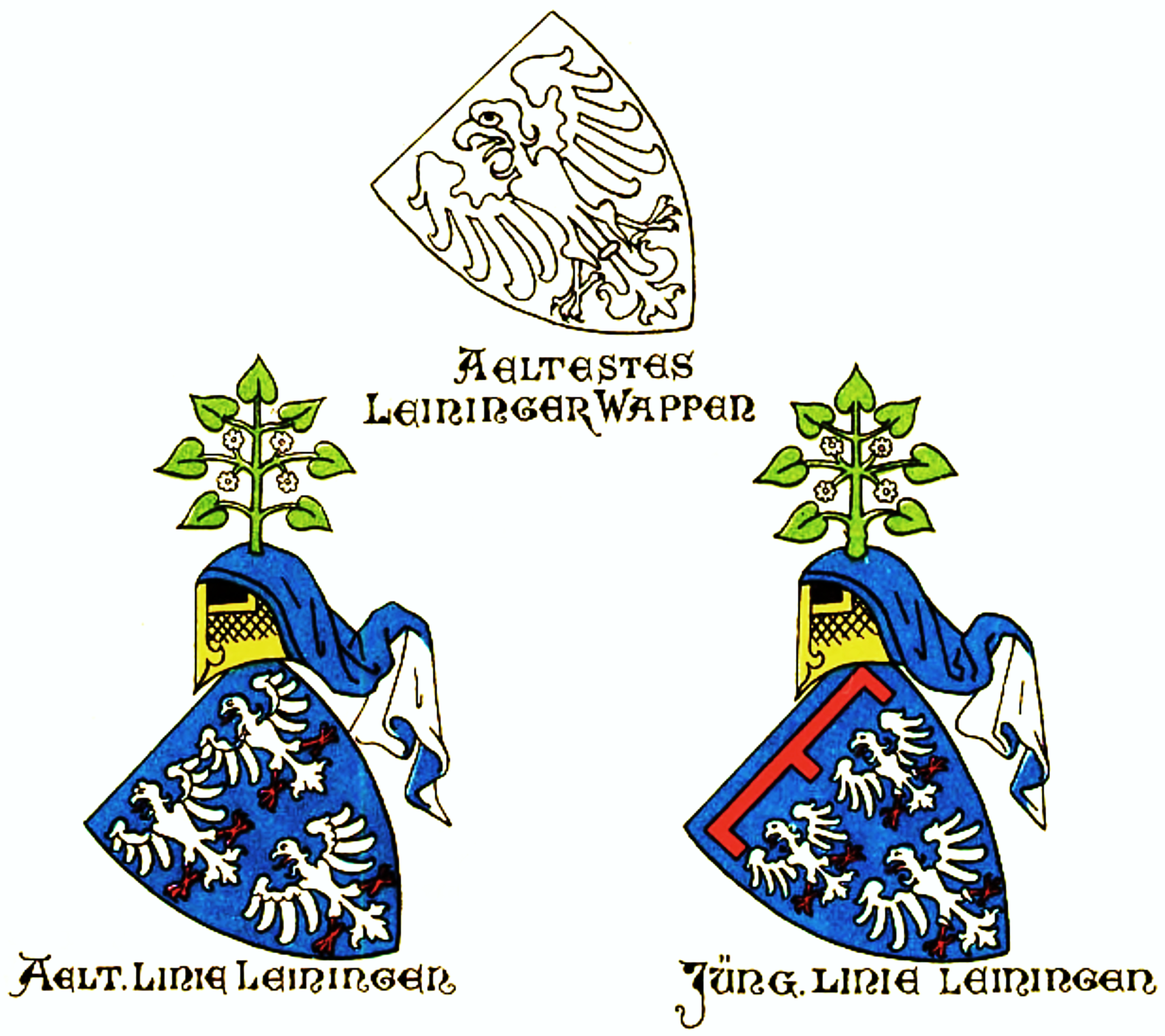
Evolução dos brasões de Leiningen

A Casa de Leiningen é o nome de uma antiga família nobre alemã cujas terras ficavam principalmente em Alsácia, Lorena, Sarre, Renânia e Palatinado. Vários ramos desta família desenvolveram-se ao longo dos séculos e governaram condados do Sacro Império.

## Origem

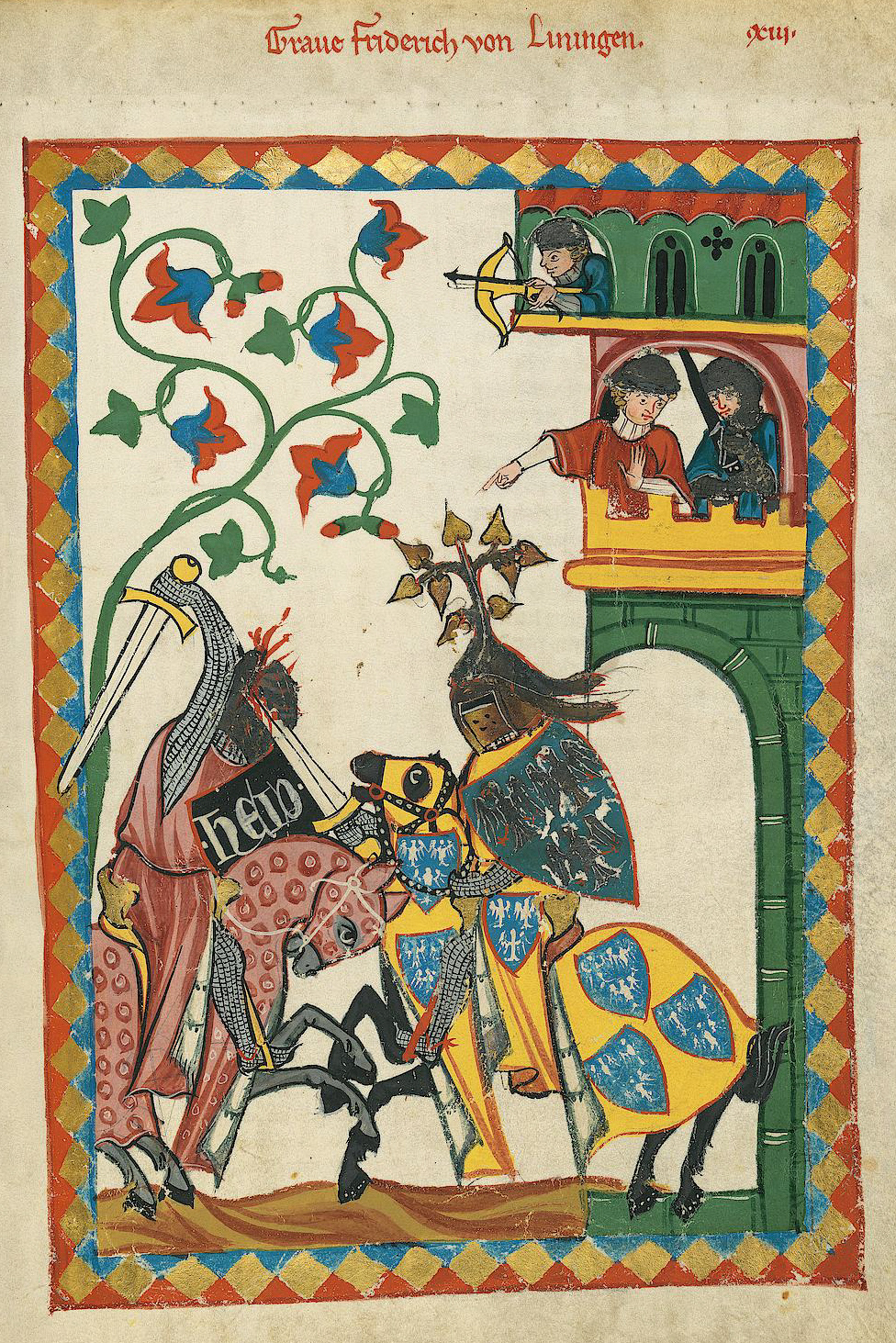
Conde Frederico II (falecido em 1237)

O 1.º Conde de Leiningen sobre o qual se sabe algo definitivo foi um certo Emich II (falecido antes de 1138). Ele (e talvez seu pai Emich I) construiu o Castelo de Leiningen, que agora é conhecido como "Castelo Antigo de Leiningen" (alemão: Burg Altleiningen ), por volta de 1100 a 1110. A vizinha Abadia de Höningen, foi construída por volta de 1120 como local de sepultamento da família.
Essa família foi extinta do ramo masculino quando o conde Frederico I morreu por volta de 1220. A irmã de Frederico I, Liutgarde, casou-se com Simão II, Conde de Saarbrücken . Um dos filhos de Liutgarde, também chamado Frederico, herdou as terras dos condes de Leiningen e tomou suas armas e seu nome como Frederico II (falecido em 1237). Ficou conhecido como Minnesinger, e uma de suas canções foi incluída no Codex Manesse . Antes de 1212, ele construiu para si um novo castelo chamado Hardenburg, cerca de 10 quilômetros ao sul de Altleiningen. Este ficava fora do condado de Leiningen, no território da Abadia de Limburgo, do qual seu tio era o suserano ( Vogt ), o que causou alguns problemas.

Seu filho mais velho, Simão (c. 1204–1234), casou-se com Gertrude, herdeira do Condado de Dagsburg, trazendo essa propriedade para a família. Eles não tiveram filhos e os dois irmãos de Simão herdaram juntos o Condado de Leiningen: Frederico III (falecido em 1287) também herdou o Castelo de Landeck de Dagsburg e Emich IV (dc 1276); ele fundou a cidade de Landau, mas a filial de Landeck foi exintinta em 1290. Frederico III, que não gostava de compartilhar o Castelo de Leiningen com seu irmão, mandou construir um novo castelo em 1238-1241, cerca de 5 km a nordeste de Leiningen, chamado Castelo de Neuleiningen ("Novo Leiningen"). O filho de Frederico III, Frederico IV (falecido em 1316), teve dois filhos, que dividiram o condado em Leiningen-Dagsburg e Leiningen-Hardenburg.

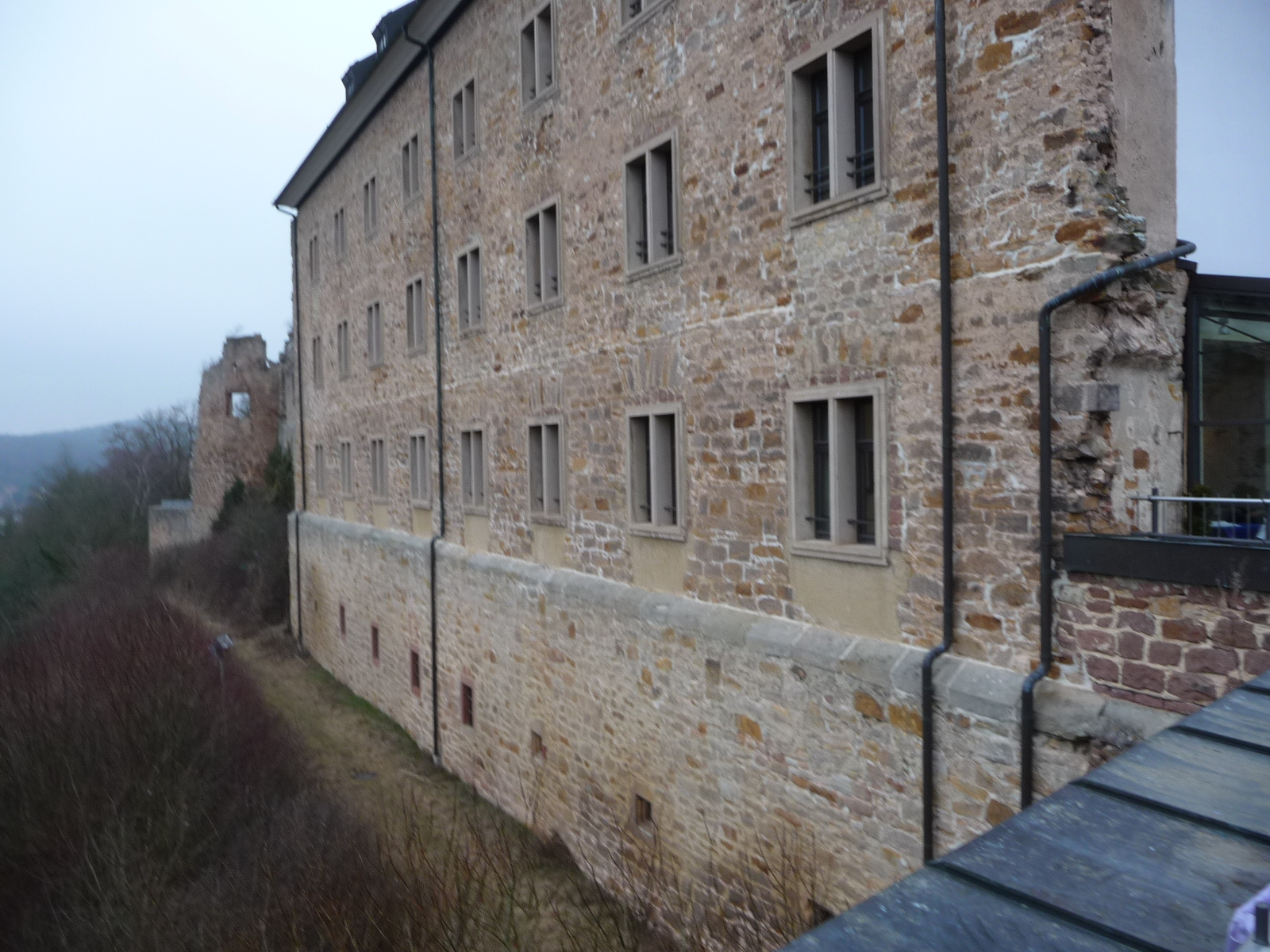
Castelo de Altleiningen
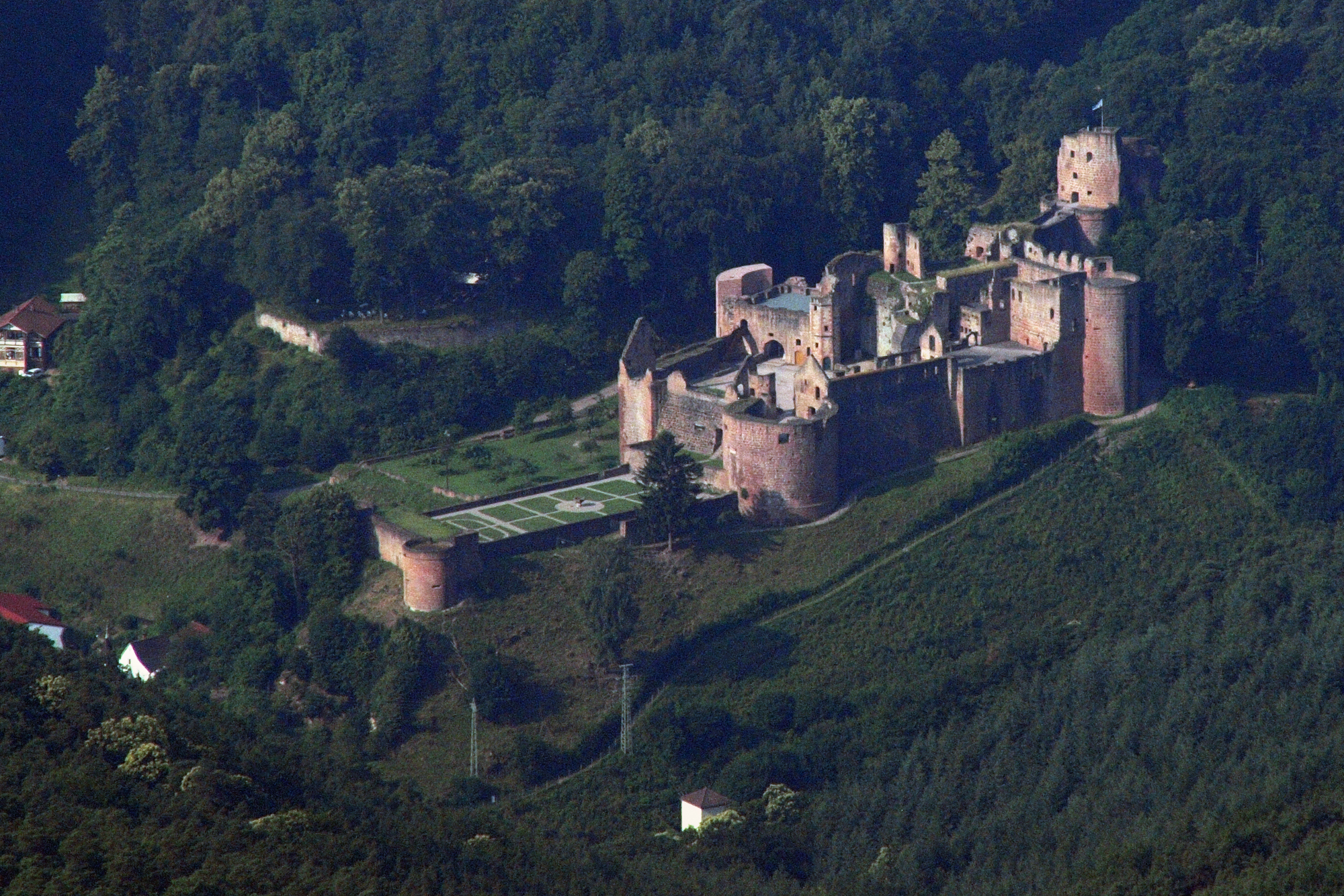
Castelo de Hardemburgo
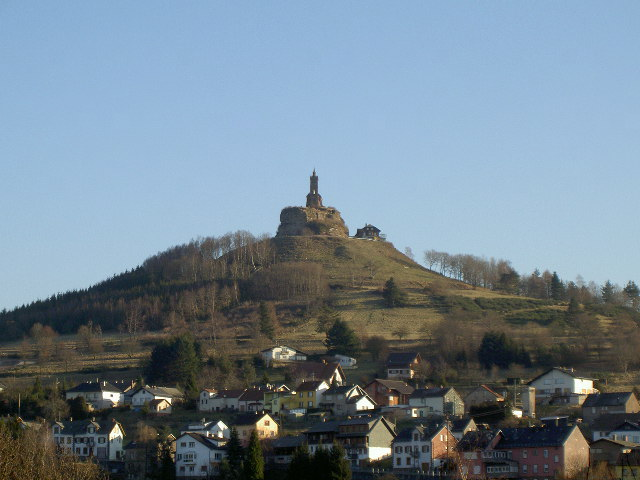
Castelo de Dagsburg
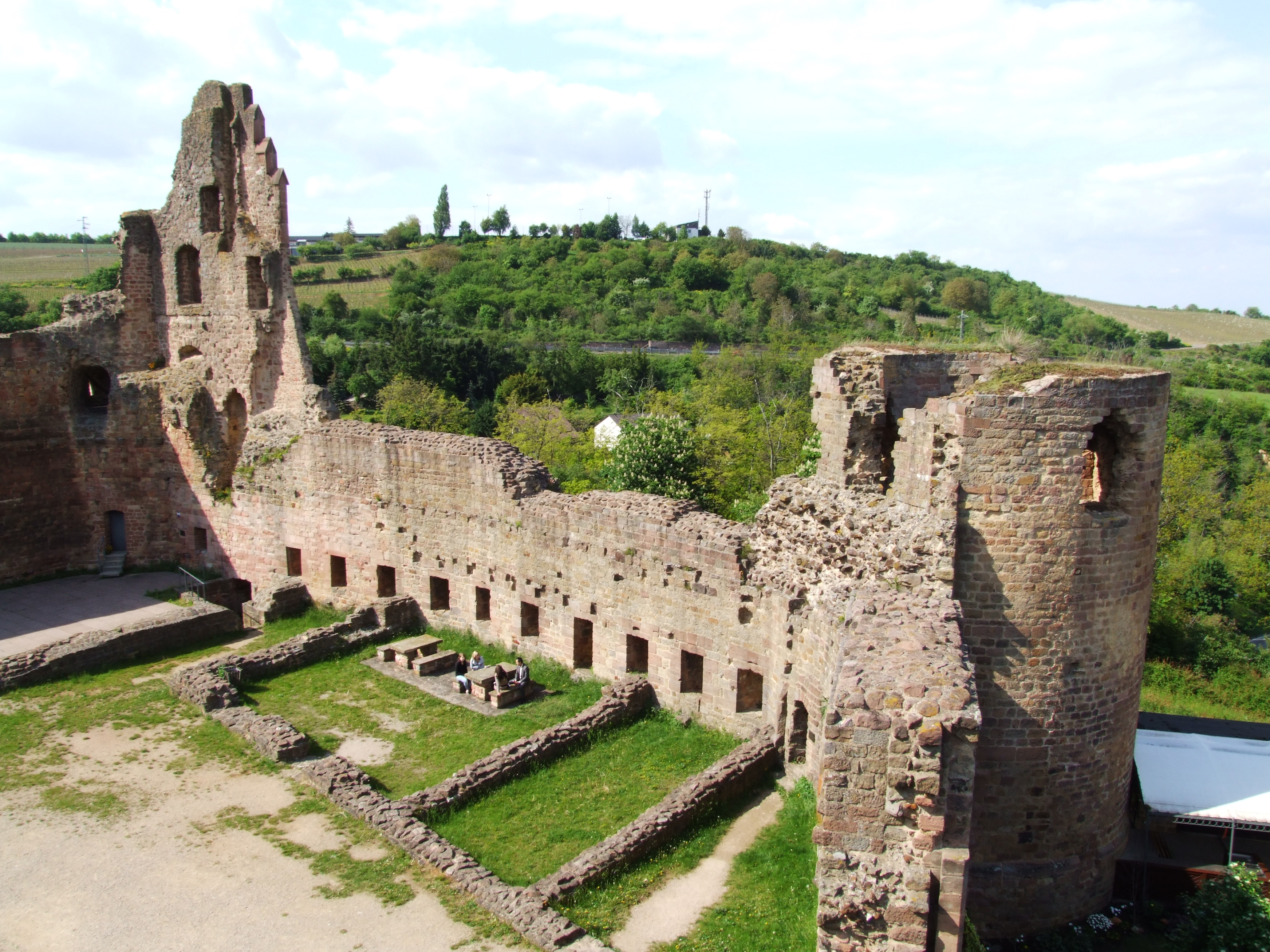
Castelo de Neuleiningen

## Outros assentos familiares históricos

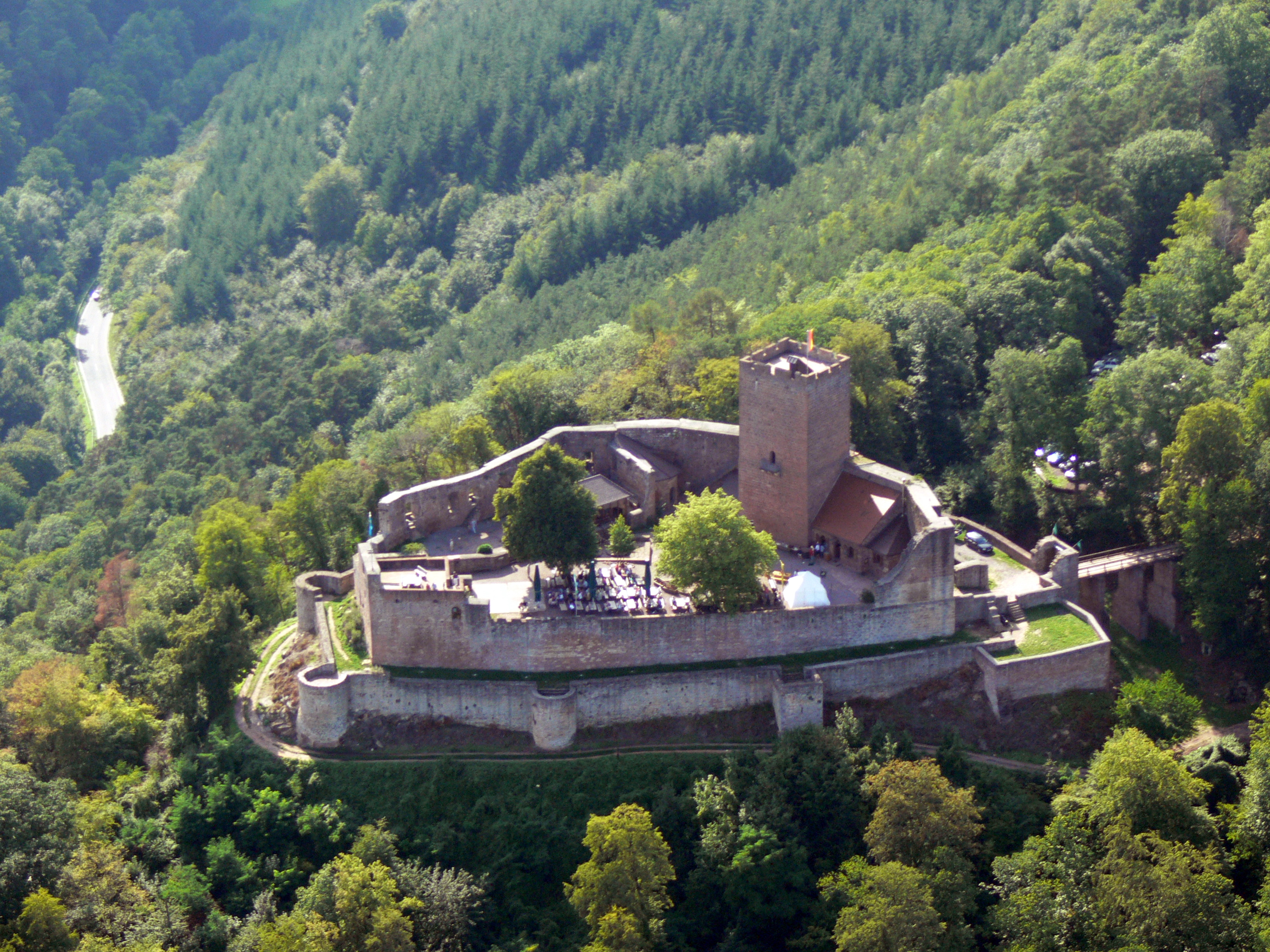
Castelo de Landeck,Landau
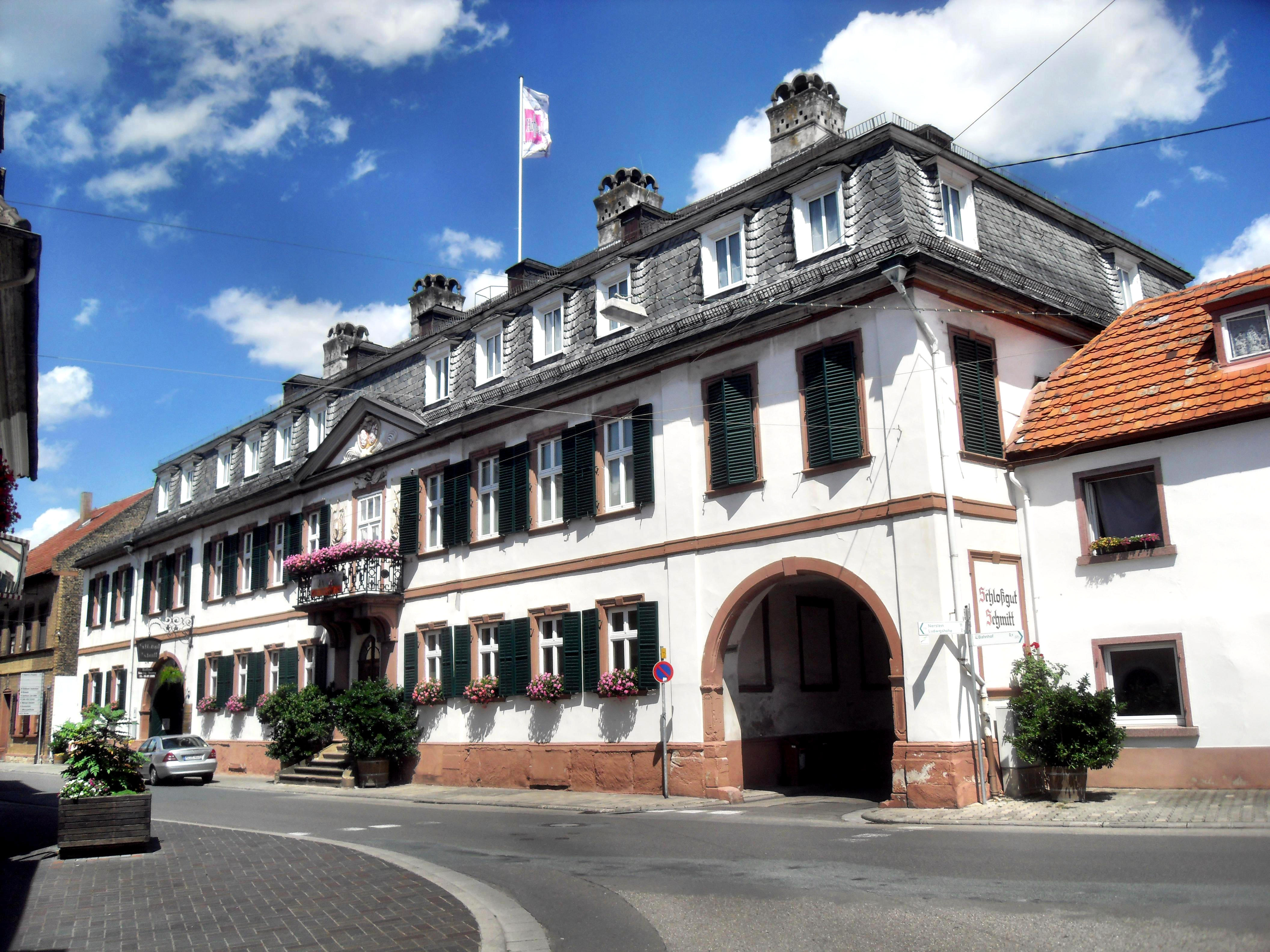
Castelo de Guntersblum
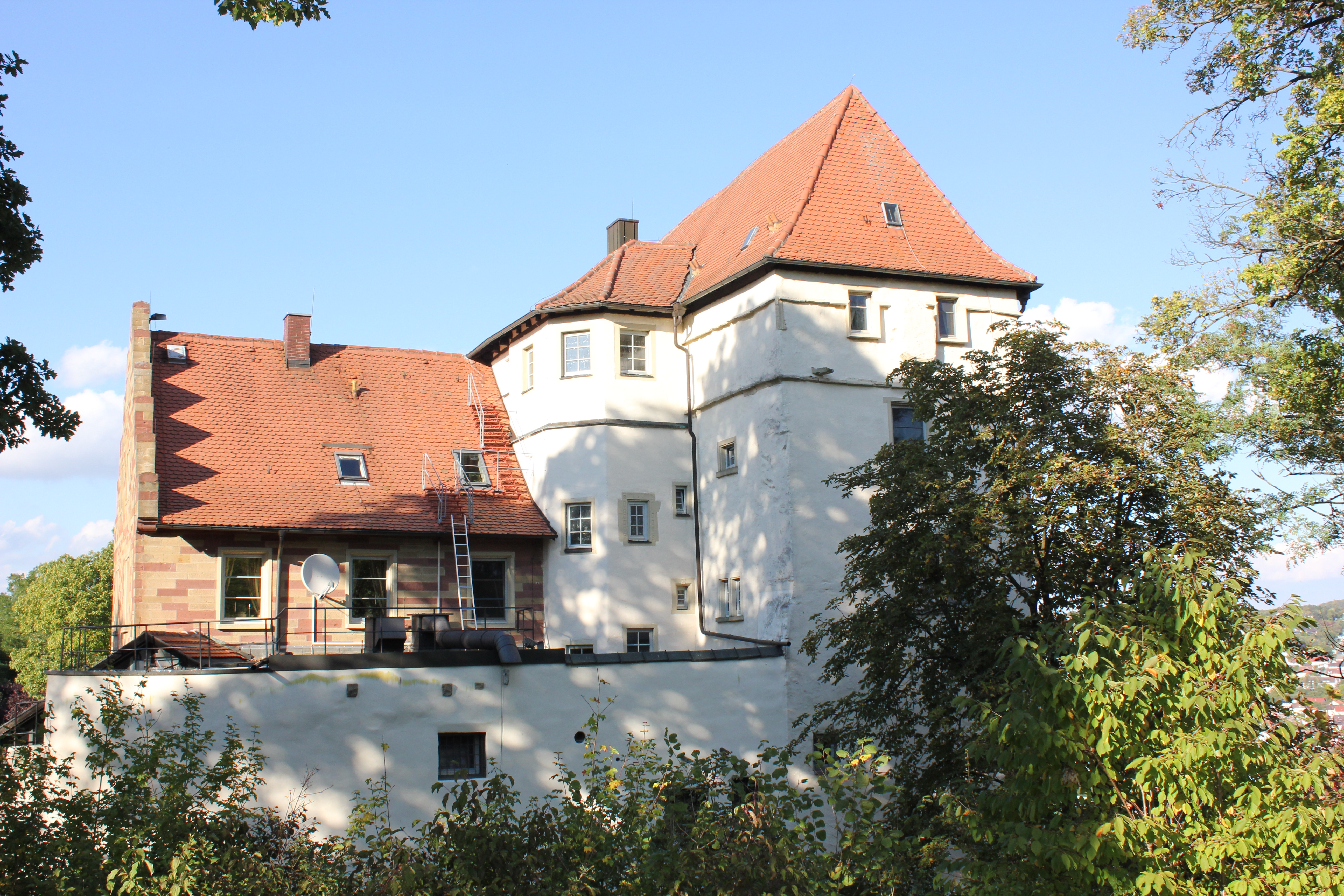
Castelo de Neuburgo,Obrigheim
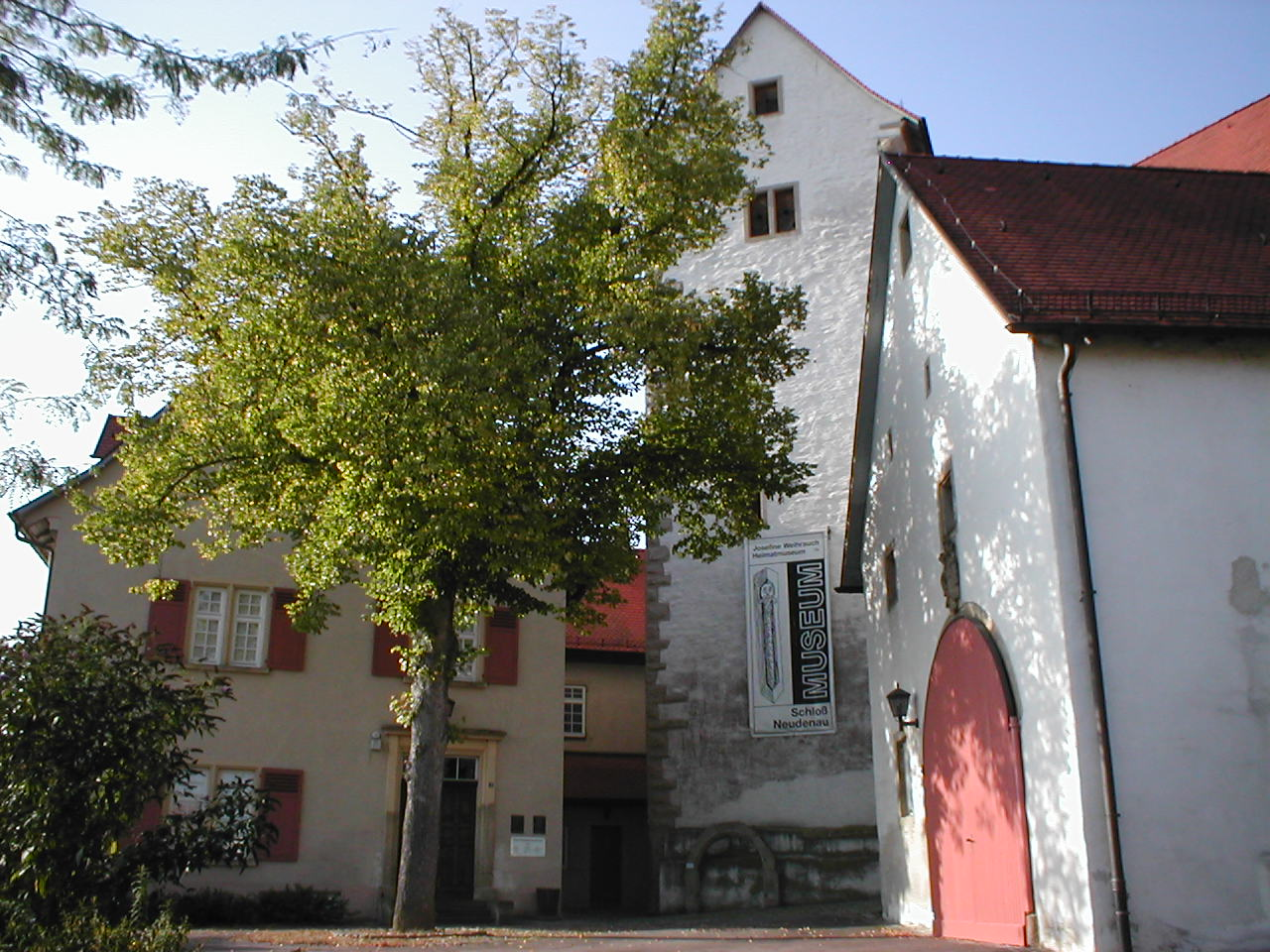
Castelo de Neudenau
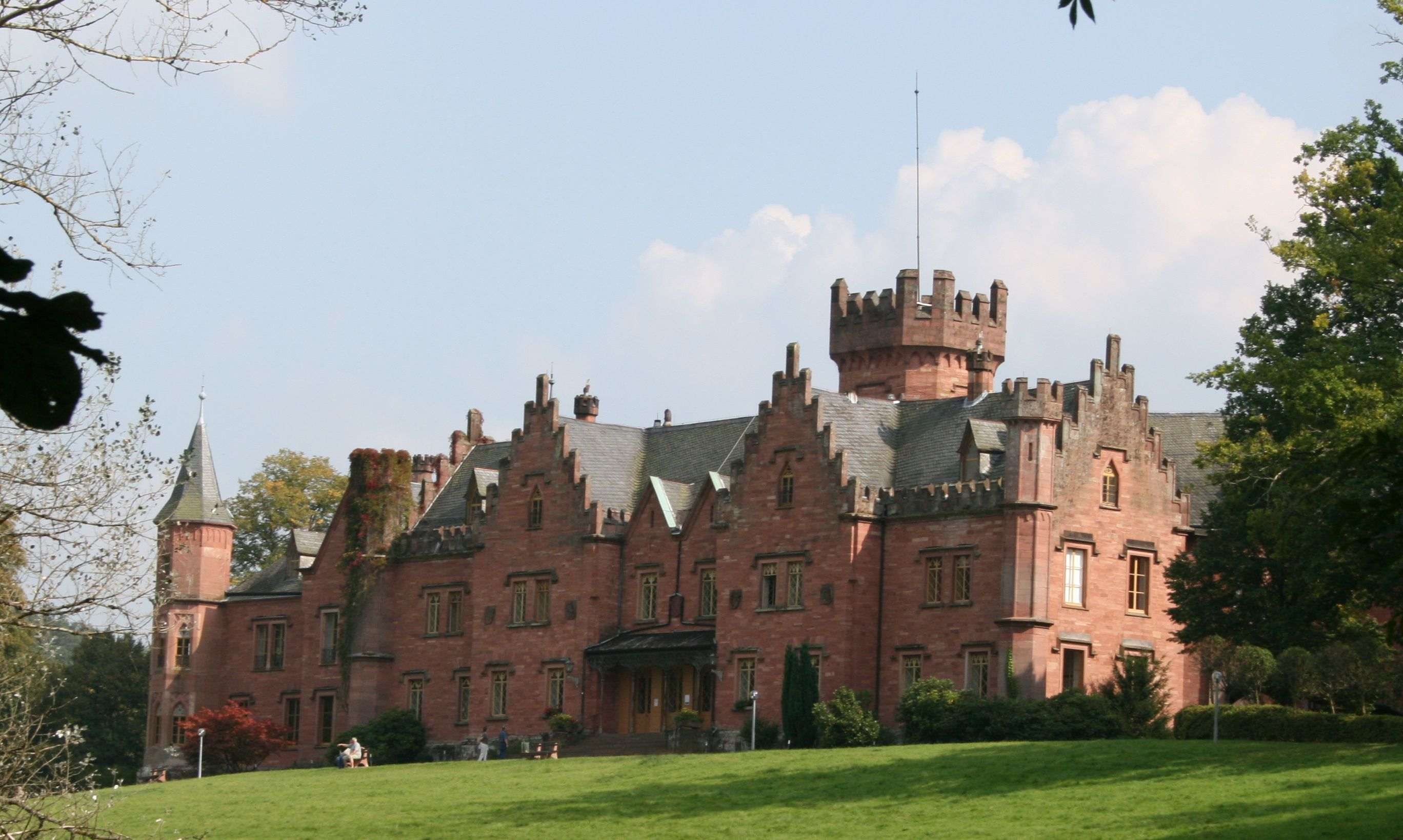
Castelo de Waldleiningen
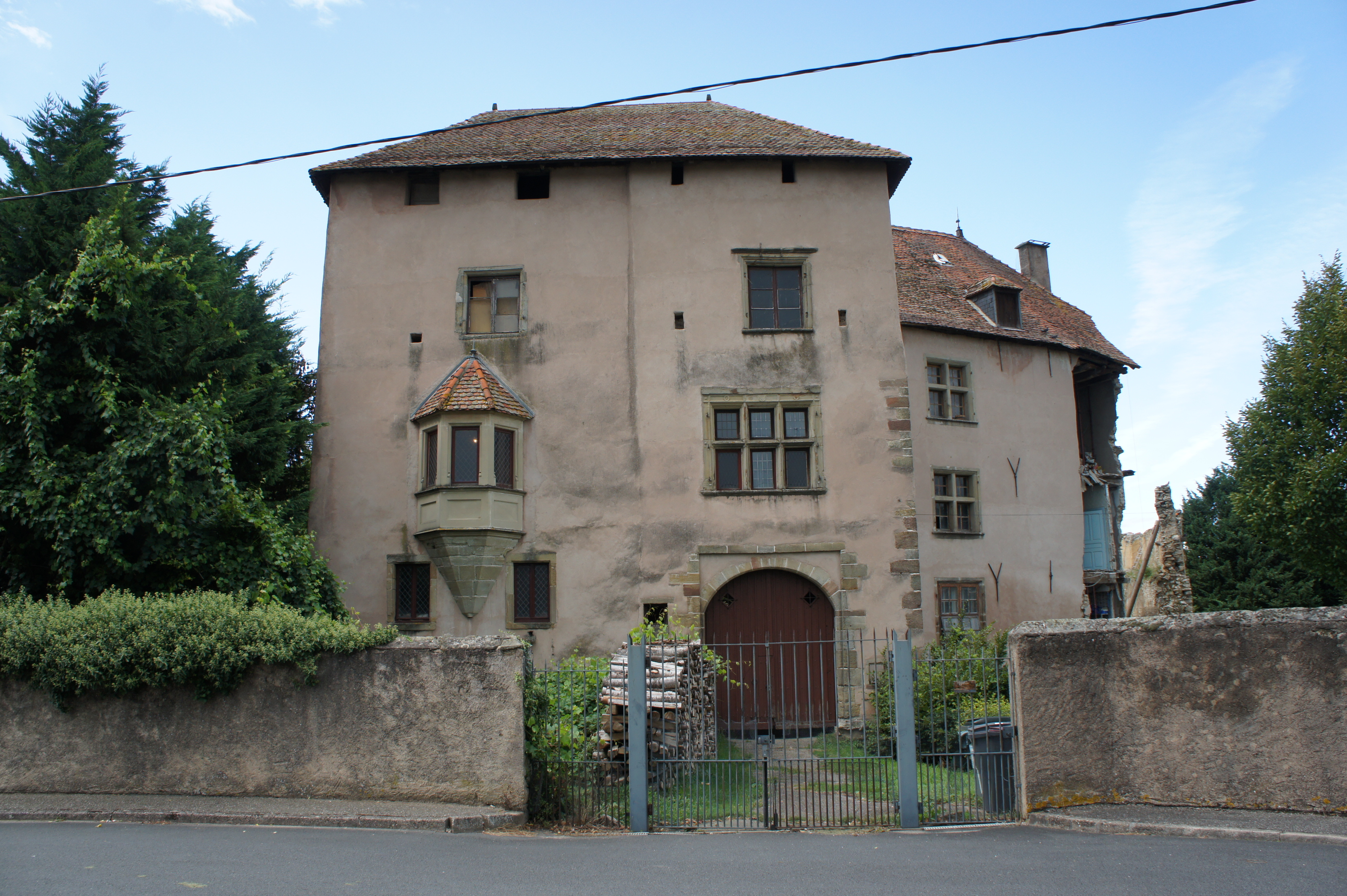
Castelo de Rixingen